# 名古屋市営トロリーバス
名古屋市営トロリーバス（なごやしえいトロリーバス）は、1943年（昭和18年）から1951年（昭和26年）まで名古屋市が運営していた無軌条電車線（トロリーバス）である。当時の営業名は名古屋市営無軌条電車。開業から1945年（昭和20年）までは名古屋市電気局、1945年以降は名古屋市交通局が事業を行っていた。

## 概要

### 開業までの経緯
日本におけるトロリーバスの営業運転は、1928年（昭和3年）から4年間兵庫県の日本無軌道電車によるものが始まりで、1932年（昭和7年）には京都市電気局が1.6kmの本格的な営業路線を開業させた（京都市営トロリーバス）。
名古屋では、1935年（昭和10年）頃にトロリーバス構想がもたれたこともあったが、実際に開業することになったのは太平洋戦争中の1943年（昭和18年）である。これは日本で3番目のトロリーバス路線であった。
これは、戦時中により名古屋地区の軍需工場への通勤需要が増加する一方、バスへのガソリン供給停止（木炭や天然ガスを代用燃料として用いたが、出力不足により輸送力が確保できなくなった）やモーターをはじめとする電機品や鉄などの資材の不足（これにより新規路面電車路線の敷設や新車の導入ができない状況にあった）が起こったことから、バスや路面電車（名古屋市電）による輸送力の増強ができず、少ない資材と短い工期で建設できるトロリーバスが注目されることになったからだといわれている。
当初、新規路線として東大曽根町 - 桜山町間 (6.15km)、東大曽根町 - 上名古屋町（市電浄心町停留場付近）間 (4.97km) の2路線と、市電からの転換路線として千早町 - 矢場町間 (1.4km)、千早町 - 八事及び今池 - 大久手間 (6.2km)（元は新三河鉄道の路線であったが市電に転換されていた）の2路線、合計4路線が計画された。後記2路線は1935年（昭和10年）頃の構想においてトロリーバスへの転換が計画されていた路線で、輸送量増加に伴う酷使で軌道が荒廃していたことと、国鉄中央本線との平面交差が認められず路線が分断されていたことを解消する目的があったとされる。しかし結局は資材の問題から、東大曽根町 - 桜山町間の路線のみが建設されることになった。

### 開業後
1943年（昭和18年）5月10日、東大曽根町 - 桜山町間の営業が開始された（車庫は御器所通に設置）。このときは、10000形と呼ばれる木南車輌製造製の車両が導入されたが、開業当初は5台しか出揃わず、全15台が納入されたのは同年9月となった。しかし、故障が多発しその補修部品も調達できないことから、1944年（昭和19年）・1945年（昭和20年）には市電の散水電車の制御器を日産自動車製のボンネットバスに取り付けた12000形が8両市電西町工場で製造された。日本においては珍しいボンネットタイプのトロリーバスであったが、この車両はボンネット部が短いこともあり「鼻ペチャバス」などと呼ばれていた。
停留場はバスの場合道路の路肩に設けるのが普通だが、このトロリーバスの場合は道の舗装状況が悪く、集電装置のポールが離線する事が多かったこともあり、道路中央に設けられていた。
戦後1948年（昭和23年）11月になると、トレーラーの荷台に客室を設けたトレーラーバスを朝夕に無軌条電車線に並行して走らせ、共通乗車ができるようにした。これはトロリーバスの車両が戦災や酷使により稼動できなくなる事が多かったため、トレーラーバスで代行してその復旧工事を行うのが目的であった。
また1950年（昭和25年）の6月から9月にかけて、トレーラーバス（車体は新日国工業（現在の日産車体）、走行部は日野ヂーゼル（現在の日野自動車）、電機品は東芝が製造）をトロリーバスに改造した全長13.85mの大型車両と、富士産業（現在のSUBARU）などによって開発された中型トロリーバスが、名古屋の無軌条電車線で試験運行を行った。後者の車両はメーカーに返却された後川崎市営トロリーバスに譲渡され川崎市100形104号となったが、前者については構造が複雑で使用しにくいことから、実用化されずに廃車となった。

### 廃止へ
1950年（昭和25年）10月14日より、名古屋市瑞穂区の瑞穂競技場で第5回国民体育大会（国体）が開催されることが決定した。市では車両が老朽化したトロリーバスをバスないしは市電に置き換える方針を立てた。それに伴い、まず国体初日の前日、10月13日をもって桜山町 - 大久手 - 今池間 (3.1km) を廃止し、この区間のうち桜山町 - 大久手においては10月14日に開業した市電へ輸送を置き換えた。
その後1951年（昭和26年）には、残存区間が僅かであり御器所通の車庫からの回送も無駄ということで、バスに置き換え最終的には同区間に市電を開業させることにした。これにより同年1月15日限りで残存区間も廃止され、名古屋のトロリーバスは開業8年で消滅した。なお、トロリーバス廃止後の1953年（昭和28年）8月14日には市電の今池 - 矢田町四丁目（東大曽根町に近い）間が開業し、市電全廃時の1974年（昭和49年）3月31日まで運行が続いた。

## 路線データ
1950年当時
- 路線距離：東大曽根町 - 桜山町間 6.15km
- 電化方式：直流600V
- 停留所数：16

## 年表
- 1943年（昭和18年）5月10日 名古屋市電気局により開業。
- 1945年（昭和20年）10月2日 電気局が名古屋市交通局に改称。
- 1950年（昭和25年）10月14日 今池 - 桜山町間廃止。
- 1951年（昭和26年）1月16日 東大曽根町 - 今池間廃止。

## 停留場一覧
全線が現在の名古屋市道名古屋環状線に沿っていた。
- 1950年当時
  - 東大曽根町 - 矢田町十丁目 - 矢田町十五丁目 - 古出来町 - 都通一丁目 - 都通二丁目 - 今池 - 千種通二丁目 - 大久手 - 阿由知通一丁目 - 阿由知通二丁目 - 阿由知通三丁目 - 御器所通 - 阿由知通四丁目 - 恵方町 - 桜山町[注釈 1]

## 車両基地
車両基地（車庫）は御器所通停留場に隣接していた。開業時は池下電車運輸事務所御器所分所を名乗っていたが、1943年（昭和18年）8月1日に御器所電車運輸事務所に昇格した。1949年（昭和24年）12月1日に自動車運輸事務所と合併し、東自動車運輸事務所となった。部分廃止後の1950年（昭和25年）8月23日には、車庫は安田電車運輸事務所御器所分所となり、そのまま閉鎖された。

## 車両
- 10000形 - 15両（10001 - 10015）。1943年投入。木南車輌製造による箱型車両（定員50人）。
- 12000形 - 8両（12001 - 12008）。1944年（12001 - 12006）・1945年（12007・12008）投入。市が自らバスを改造したボンネットタイプの車両（定員33人）。